# Operatie Niki
Operatie Niki genoemd naar de godin Nikè, was een clandestiene luchtbrugoperatie tijdens de Turkse invasie van Cyprus die werd uitgevoerd op 21/22 juli 1974, met als doel een bataljon Griekse commando's te vervoeren van Souda, Kreta naar Nicosia, Cyprus . Bij hun aankomst waren de vliegtuigen verwikkeld in eigen vuur, wat resulteerde in het verlies van 33 man en de vernietiging van drie vliegtuigen.

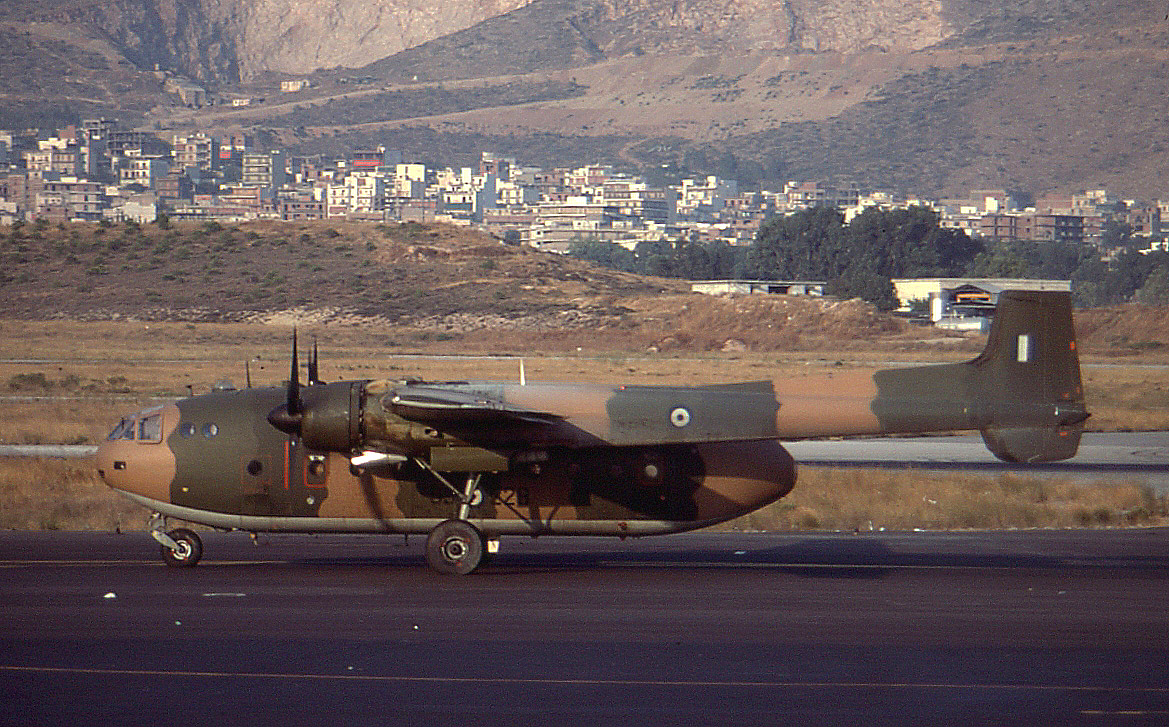
Een Nord Noratlas-vliegtuig van de Griekse luchtmacht gefotografeerd in 1979.

Sinds de jaren vijftig had Griekenland een buitenlands beleid gevoerd ten gunste van de unie van Cyprus met Griekenland. In 1960 werd de Republiek Cyprus opgericht met Grieks-Cyprioten en Turks-Cyprioten als de twee oprichters. Aartsbisschop Makarios werd tot eerste president gekozen. Makarios ging ervan uit dat eenmaking van het eiland met Griekenland niet mogelijk was en voerde een beleid van niet-afstemming.
Na een militaire staatsgreep in april 1967 greep een rechtse militaire junta de macht in Athene. De Griekse juntisten verdachten Makarios omdat hij niet echt voor eenwording was en bereidden vijf plannen voor om hem tussen 1971 en 1974 omver te werpen. Uiteindelijk, op 15 juli 1974, slaagde een militaire staatsgreep georkestreerd door de Cypriotische Nationale Garde en de junta van Athene erin Makarios af te zetten en hem te vervangen door de nationalist Nikos Sampson. Onder het voorwendsel van een vredesoperatie ondernam Turkije militaire actie met de codenaam Operatie Atilla en viel het Cyprus binnen op 20 juli 1974.

## Voorbereidingen en vertrek
De Griekse leiders in Athene waren grotendeels verrast. De politieke situatie verslechterde snel als gevolg van de Turkse invasie en de junta stond al snel op het punt van totale ineenstorting. Ondanks een eerste uitvoeringsbevel werden de bestaande militaire plannen ter versterking van de verdediging op Cyprus geannuleerd. In een klimaat van verwarring en besluiteloosheid werd uiteindelijk besloten om één commando bataljon door de lucht te sturen. Een aanvankelijk plan om een in Noord-Griekenland gestationeerd bataljon vanaf de luchthaven van Thessaloniki te vervoeren met gevorderde Boeing 720-vliegtuigen van Olympic Airways, werd geannuleerd. Later werd besloten om een andere eenheid vanaf de luchthaven van Souda te vervoeren, waarbij bijna de volledige transportvloot van de Griekse luchtmacht op dat moment werd gebruikt. De gekozen eenheid was het Alpha Raider Squadron versterkt met mannen van het amfibische Gamma Raider Squadron. Zo werd in de late namiddag van 21 juli een vloot van 20 Noratlas- en 10 C-47-vliegtuigen verplaatst naar de luchthaven van Souda, de basis van de 115 Combat Wing.
Volgens orders zou het transportvliegtuig 's nachts stiekem opstijgen met een tussentijd van vijf minuten en vliegen zonder jagerescorte. Om detectie te voorkomen, zouden ze op lage hoogten onder 200 ft vliegen in volledige radiostilte met een minimum aan lichten en geen visueel contact tussen hen. Ze zouden in Nicosia landen, de strijdmacht lossen en onmiddellijk vertrekken om onder de dekmantel van de duisternis naar Griekenland terug te keren. Elk vliegtuig zou vier vliegeniers vervoeren (twee piloten, een boordwerktuigkundige en een navigator ) en ongeveer 30 commando's met hun wapens en munitie. Naar schatting zou de vlucht van 750 km naar Cyprus ongeveer drie uur duren. Als gevolg hiervan was het laatste tijdstip waarop een vliegtuig kon opstijgen, naar Cyprus kon vliegen, uitladen en vertrekken vóór zonsopgang. Het eerste vliegtuig vertrok rond 22.35 uit Souda en het vertrekplan werd gevolgd door de eerste vijf vliegtuigen. Nadien resulteerden verschillende vertragingen in slechts 13 Noratlas-vliegtuigen van het 354th Sqdn. "Pegasus" slaagde erin om vóór middernacht op te stijgen. Nog twee vliegtuigen, waarvan de tweede de zware wapens en munitie van de eenheid droeg, maar geen troepen, negeerde bevelen en vertrok om 00:20 en 00.23 uur. Deze vliegtuigen werden genummerd in de volgorde van vertrek en kregen de codes Niki-1 tot en met Niki-15 . De overige vijf Noratlases en de hele C-47 gingen niet op. 

## Aankomst in Nicosia
De Cypriotische Nationale Garde had geen luchtmacht, dus Turkije had volledige luchtoverwicht boven het eiland. De Turkse luchtmacht had de luchthaven van Nicosia gebombardeerd en slechts een derde van de landingsbaan was bruikbaar.
Van de 15 Noratlases die vertrokken, bereikten er 13 in Cyprus en de overige twee landden op Kreta en Rhodos vanwege mechanische problemen. Bij aankomst op de internationale luchthaven van Nicosia rond 02:00 uur werden de vliegtuigen aangevallen door Cypriotische Nationale Garde luchtafweergeschut van het 195 MEA / AP-bataljon, die niet op de hoogte waren van hun aankomst en hen aanzagen voor een Turkse luchtaanval. Het resultaat was dat de 4e Noratlas (Niki-4) zwaar werd beschoten en twee mijl voor de landingsbaan werd neergeschoten met het verlies van vier bemanningsleden en 27 commando's. Nog twee commando's werden gedood en 10 gewond aan boord van de Niki-6, die landde met beide motoren zwaar beschadigd. Nog een Noratlas-vliegtuig (Niki-3) raakte zwaar beschadigd en kon niet meer opstijgen. Een ander vliegtuig (Niki-12) had niet voldoende brandstof voor de terugvlucht. Deze vliegtuigen werden op de grond vernietigd door Grieks-Cypriotische troepen, op bevel van het hoofdkwartier van de Griekse luchtmacht. Griekenland was niet officieel in oorlog met Turkije, dus elk bewijs van Griekse betrokkenheid bij de operaties op Cyprus moet worden gewist. De overige negen vliegtuigen wisten veilig terug te keren naar Griekenland na het uitladen van hun troepen. 

## Terugkeer van overblijfselen
De overblijfselen van Niki-4 en de lichamen van de meeste mannen die het vervoerde, werden haastig begraven op een heuvel, die nu een militaire begraafplaats en oorlogsmonument is dat bekend staat als Makedonitissa Tomb. In de zomer van 2015 zijn er opgravingen gestart bij Makedonitissa met als doel eventuele menselijke resten te bergen. Na 14 maanden was de DNA-identificatie van degenen aan boord voltooid en werden de stoffelijke resten van 16 Griekse soldaten begin oktober 2016, 42 jaar na hun dood, aan hun familieleden overgedragen. 

## Nasleep
Operatie Niki wordt gekarakteriseerd als suïcidaal. Het was slecht voorbereid en gebruikte onbetrouwbare, verouderde vliegtuigen die erg laag vlogen met alleen een gyrokompas om hen te begeleiden. De meeste vliegtuigbemanningen en commando's waren onbekend met het terrein op hun bestemming. De grondtroepen bij Nicosia waren niet op tijd op de hoogte gesteld van hun aankomst. De operatie had geen tactische rechtvaardiging, maar slechts een symbolisch en moreelverhogend karakter. De grondgedachte van een luchtbrug in plaats van een airdrop- operatie is ook bekritiseerd. 
Er is nooit een militair onderzoek uitgevoerd naar de omstandigheden van het tragische verlies van Niki-4 en niemand werd verantwoordelijk gehouden. De Griekse junta stortte op 23 juli 1974 ineen, voornamelijk als gevolg van de gebeurtenissen op Cyprus.